# Abraham Mellinger
Abraham Mellinger (New York, 5 novembre 1877 – New York, 16 ottobre 1958) è stato un lottatore statunitense.
Partecipò alle gare di lotta dei pesi welter ai Giochi olimpici di Saint Louis 1904, dove fu sconfitto ai quarti da William Hennessy.